# 斯坦尼斯拉夫·索洛夫金
斯坦尼斯拉夫·亚历山德罗维奇·索洛夫金（俄語：Станислáв Алексáндрович Соло́вкин，1977年1月10日—）是一位俄罗斯记者、导演和制片人。他最出名的作品有《最后的英雄》，《等着我》）等热门电视节目。
索洛夫金的两部作品《奴隶市场》和《斯大林之谜——一个传记版本》在被俄罗斯电视TEFI奖提名并进入前三名。作为制片人，他还参与拍摄了著名的艾美奖获奖真人秀节目《极速前进》（美国CBS电视网）。

## 生平
斯坦尼斯拉夫·索洛夫金于1977年1月10日在莫斯科出生。
17岁时他就在《青年新闻》（ORT）节目得到了一份工作，在那里他首先担任记者职位，然后做了故事片制片人和导演。
1996年他被莫斯科大学新闻系录取，他于2002年毕业。
从1996年到1997年，他是新闻周报《新报》的通讯员。
1997年，索洛夫金开始为电视公司“VID”工作，多年来他在其中为诸如《Vzglyad》、《等着我》、《迈出一步》、《另一种生活》、《发生方式》的节目还有许多其他节目担任作家、编剧、编辑、制片人兼导演。在这同时，他是纪录片《奴隶市场》的作者和导演，这是一部TEFI入围片。该片获得了一致好评。 索洛夫金领导了一个电视摄制组，其拍摄了第二次车臣战争事件。
索洛夫金于21世纪初移居到以色列，在那里，他在俄语频道“以色列+ ”工作。后来，他在《彩色电视》杂志担任副主编并成为了《最后的英雄》节目的制片经理以及稍后的共同执行制片人，此节目是世界著名的《幸存者》特许节目的俄罗斯版。
自2004年以来，他为多家制作俄罗斯电视节目的电视公司担任负责人。作为一个执行制片人，他参与创作了《罗曼诺夫爱与死之家》、《罗曼诺夫：末日》、《斯大林之谜——一个传记版本》 （TEFI全国大赛决赛入围节目）等电视节目。他还制作了喜剧节目《第一频道喜剧》、《滑稽人物》、《Umora》、《滑稽图片》、真人秀《横冲直撞》和《塔》。
自2008年以来，他曾与CBS哥伦比亚广播公司电视网（美国）合作，他帮助该公司完成了《极速前进》的9季节目。该节目获得了多个艾美奖。
在2014年，他与著名制片人弗拉基米尔·卡塔什科夫一起创办了电视和电影制作公司“翱翔制作”。
2015年索洛夫金在圣彼得堡推动了一集《英国疯狂汽车秀》的制作。

## 影视作品表

### 纪录片
- 《奴隶市场》，第一频道。2000年TEFI提名。[10]
- 《安徒生：童年之后200年》，第一频道
- 《卡普尔将军的最后秘密》TVC网络
- 《王室最后的秘密》，俄罗斯频道

### 电视节目
斯坦尼斯拉夫·索洛夫金曾为CBS、BBC、探索频道、澳洲第7频道、旅游频道、科幻和其他电视节目担任合作制片和协助，包括： 
- 《目的地真相》，科幻频道（美国）[7]
- 圣彼得堡《英国疯狂汽车秀》，BBC英国广播公司。[7]
- 《极速前进》，CBS网络，美国[7]
- 在阿根廷的《残酷意图》（横冲直撞）
- 《单身汉》TNT电视频道（多米尼加，委内瑞拉）
- 《极速前进澳洲版》，“澳洲第7频道”频道。
- 《Ayalagan Astana》，“欧亚第一频道”电视频道。
- 爱德华·拉津斯基的系列纪录片。系列片《斯大林去世之谜：最后的秘密》是一个TEFI入围片[6]。
- 《滑稽人物》系列
- 《它过去是什么样》
- 《青年新闻》
- 《等着我》[7]
- 《Vzglyad》
- 《另一种生活》
- 《最后的英雄》[10][11]
- 《莫斯科不相信眼泪 - 25年后...》
- 《第一喜剧俱乐部》
- 《滑稽图片》
- 《12个小塑像》，TNT[18][27]
- 《M·塔里维尔季耶夫。命运的17个瞬间》
- 《你好，姑娘！》
- 《杰克和梦幻岛海盗》
- 《毕业MTV》
- 《我的夏令营摇滚》
- 《康复》，“俄罗斯-1”频道
- 《好久不见》，TVC[5][7]
- 《明星无悲情》，“YU”频道
- 《明星旋转木马》
- 《启示录》，“星”频道[7]

## 延伸阅读
- Michael Davidzon. The Chechenian chronicles of Stas Solovkin. "MASTER M", № 5, 2000
- Fedor Razzakov（俄语：Раззаков, Фёдор Ибатович）. Shine and poverty of the Russian TV. Litres, 2013 г.